# Keresztúri András
Keresztúri András (Cegléd, 1967. november 2. –) magyar válogatott labdarúgó, edző.

## Pályafutása

### Játékosként
Profi labdarúgó pályafutását Budapesten kezdte, a Ferencvárosi TC csapatánál, majd átment a nagy rivális MTK-hoz, onnan Ausztriába szerződött, az Austria Wien csapatához, de csak egy szezont játszott itt. Ezután hazatért, előbb Székesfehérvárra, majd Csepelre. Aztán ismét külföldre igazolt, ezúttal Pozsonyba, az SK Slovan Bratislava csapatához, ahol 3 évet játszott. Majd ismét hazajött, és szülővárosában, Cegléden játszott, majd az akkor még másodosztályú, később az NB I-be visszajutó Békéscsabai Előréhez szerződött. Játszott még ezek után a Vasas SC-ben. A játékot ezek után sem hagyta abba, 2008–2009-ben a Jász-Nagykun-Szolnok megyei Abádszalók megyei első osztályú csapatban játszott, majd a Dabas játékos-edzője lett. 2013 tavaszán még játszott az NB III Alföld Csoportjának mérkőzésein.

### Edzőként
2004 től A Vasas Fc U18-16 edzője aztán 2008-nyarától az NB III-as Dabas játékos-edzője. 2013-ban egy nagynevű fővárosi csapat hívására távozott a Dabastól,  az akkor NB II-ből való feljutását tervezgető Vasas FC technikai igazgatójává nevezték ki ahol 5 évet dolgozott sikeresen,majd   pozíciójából 2018 telén  távozott ,és következő év áprilisában kinevezték a Ceglédi VSE utánpótlás-igazgatójává, a klub utánpótlásközpontját pedig Keresztúri András Labdarúgó Utánpótlás Központnak (KALUK), róla nevezték el.

## Statisztika

### Mérkőzései a válogatottban
| Magyarország | Magyarország         | Magyarország                     | Magyarország  | Magyarország | Magyarország | Magyarország | Magyarország | Magyarország |
| #            | Dátum                | Helyszín                         | Hazai         | Eredmény     | Vendég       | Kiírás       | Gólok        | Esemény      |
| ------------ | -------------------- | -------------------------------- | ------------- | ------------ | ------------ | ------------ | ------------ | ------------ |
| 1.           | 1991. január 17.     | Chandrasekharah, Nair Stadion    | India         | 1 – 2        | Magyarország | Nehru-kupa   | -            |              |
| 2.           | 1991. február 19.    | Rosario, Central Stadion         | Argentína     | 2 – 0        | Magyarország | barátságos   | -            | 59'          |
| 3.           | 1993. május 29.      | Dublin, Lansdowne Road           | Írország      | 2 – 4        | Magyarország | barátságos   | -            |              |
| 4.           | 1993. június 16.     | Reykjavík, Laugardalsvöllur      | Izland        | 2 – 0        | Magyarország | vb-selejtező | -            |              |
| 5.           | 1994. március 9.     | Budapest, Népstadion             | Magyarország  | 1 – 2        | Svájc        | barátságos   | -            |              |
| 6.           | 1994. március 23.    | Linz                             | Ausztria      | 1 – 1        | Magyarország | barátságos   | -            |              |
| 7.           | 1994. április 6.     | Szombathely, Rohonci úti stadion | Magyarország  | 0 – 1        | Szlovénia    | barátságos   | -            | 75'          |
| 8.           | 1994. május 18.      | Győr, Rába ETO Stadion           | Magyarország  | 2 – 2        | Horvátország | barátságos   | 2            | 51' 75'      |
| 9.           | 1994. június 1.      | Eindhoven, Philips Stadion       | Hollandia     | 7 – 1        | Magyarország | barátságos   | -            | 32'          |
| 10.          | 1995. augusztus 16.  | Siófok                           | Magyarország  | 0 – 2        | Izrael       | barátságos   | -            |              |
| 11.          | 1997. március 19.    | Valletta                         | Málta         | 1 – 4        | Magyarország | barátságos   | -            | 46'          |
| 12.          | 1997. április 2.     | Budapest, Népstadion             | Magyarország  | 1 – 3        | Ausztrália   | barátságos   | -            | 78'          |
| 13.          | 1997. április 30.    | Zürich                           | Svájc         | 1 – 0        | Magyarország | vb-selejtező | -            |              |
| 14.          | 1997. augusztus 6.   | Siófok                           | Magyarország  | 3 – 0        | Málta        | barátságos   | -            |              |
| 15.          | 1997. augusztus 20.  | Budapest, Népstadion             | Magyarország  | 1 – 1        | Svájc        | vb-selejtező | -            |              |
| 16.          | 1997. szeptember 6.  | Varsó                            | Lengyelország | 1 – 0        | Magyarország | barátságos   | -            | 56'          |
| 17.          | 1997. szeptember 10. | Budapest, Üllői úti Stadion      | Magyarország  | 3 – 1        | Azerbajdzsán | vb-selejtező | -            |              |
| 18.          | 1997. október 11.    | Helsinki                         | Finnország    | 1 – 1        | Magyarország | vb-selejtező | -            |              |
| 19.          | 1997. október 29.    | Budapest, Üllői úti Stadion      | Magyarország  | 1 – 7        | Jugoszlávia  | vb-selejtező | -            |              |
| 20.          | 1997. november 15.   | Belgrád                          | Jugoszlávia   | 5 – 0        | Magyarország | vb-selejtező | -            |              |
|              | Összesen             |                                  |               | 20           | mérkőzés     |              | 2            | gól          |